# Bảo tàng Heojun
Bảo tàng Heojun là bảo tàng thành phố nằm ở Gayang 2-dong, Gangseo-gu, Seoul, Hàn Quốc để tưởng niệm di sản của Heo Jun (1546–1615), một bác sĩ trong thời cai trị của Triều Tiên Tuyên Tổ (1567–1608) vào giữa thời đại Joseon của Hàn Quốc.

## Liên kết
- Trang chủ chính thức